# 80 TCN
Năm 80 TCN là một năm trong lịch Julius. 